# Zielratte
Die Zielratte (Stochomys longicaudatus) ist eine Nagetierart aus der Gruppe der Altweltmäuse (Murinae). Sie lebt in den Regenwaldgebieten West- bis Zentralafrikas von der Demokratischen Republik Kongo und Uganda bis in den Westen von Nigeria. Sie ernährt sich primär von Früchten und Samen sowie seltener von Insekten. Obwohl sie vergleichsweise selten ist, wird sie als nicht gefährdet betrachtet.
Seit ihrer wissenschaftlichen Erstbeschreibung durch den schwedischen Zoologen Tycho Tullberg wurde die Zielratte aufgrund der großen Ähnlichkeiten afrikanischer Mäuse und Ratten in verschiedene Gattungen eingeordnet und gilt seit 1926 als einzige Art in der von Oldfield Thomas aufgestellten Gattung Stochomys. Der wissenschaftliche Gattungsname wie auch der Trivialname gehen dabei auf die ausgeprägten schwarzen Fühhaare im Rückenfell zurück, die der Art das Erscheinungsbild eines von Pfeilen getroffenen Tieres verleiht.

## Merkmale

### Äußere Merkmale
Die Zielratte ist eine mittel- und etwa rattengroße Art der mäuseartigen Nagetiere. Sie erreicht eine Kopfrumpflänge von 10,5 bis 16,5 Zentimetern, der Schwanz misst 18,5 bis 23 Zentimeter und das Gewicht beträgt 70 bis etwa 110 Gramm, durchschnittlich 90 Gramm. Die Ohrlängebeträgt 17 bis 24 Millimeter, die Hinterfußlänge 25 bis 33 Millimeter. Ihr Fell ist dicht und wollig, dabei lang und eher rau. Es ist an der Oberseite rötlich- bis schokoladenbraun, an den Flanken bräunlich grau und am Bauch weißlich bis hellgrau gefärbt, wobei die Haare an der Basis braun sind. Besonders langen, schwarzen und nach hinten weisenden Fühlhaaren an der Rückenseite vor allem des Rumpfes verdanken die Tiere auch ihren Namen, da diese an im Ziel steckende Pfeile erinnern. Diese Haare können teilweise weiße Spitzen aufweisen. Durch diese Fühlhaare ist die Zielratte in ihrer Erscheinung einzigartig, da kein anderes Nagetier dieser Größe solch auffällige Haare im ansonsten kurzen Fell besitzt.
Der Kopf ist vergleichsweise groß und breit mit sehr langen Schnurrhaaren, die zurückgelegt bis zur Schulter reichen, großen Augen und mittelgroßen, gerundeten Ohren, die von kurzen Haaren bedeckt sind. Alle Zehen an den Vorder- und Hinterbeinen haben gelb-weiße Krallen. Die Vorderfüße haben fünf Zehen, wobei der erste Zeh sehr stark reduziert und mit einer zu einem Nagel umgebildeten Kralle versehen ist. Die Hinterfüße haben ebenfalls je fünf Zehen, wobei der erste und fünfte Zeh sehr kurz sind. Die Vorderfüße haben fünf Fußsohlenballen und die Hinterfüße haben vier Interdigital- und zwei Fußsohlenballen, die alle groß und rund sind. Der Schwanz ist lang und erreicht etwa 145 % der Kopf-Rumpf-Länge. Er scheint nackt, ist aber mit feinen Härchen und vergleichsweise großen Schuppen bedeckt. Die Weibchen haben drei Paare Zitzen, eines im Brustbereich und zwei in der Leiste. Voll geschlechtsreife Männchen haben verhältnismäßig kleine Hoden.

### Schädel und Zähne
Der Schädel ist vergleichsweise groß und kräftig mit einer Gesamtlänge von etwa 36 Millimetern und einer Breite von etwa 18,5 Millimetern im Bereich der Jochbögen, 6 Millimetern zwischen den Augen und etwa 14,5 Millimetern am Hirnschädel. Die Überaugenwülste sind deutlich ausgeprägt und ziehen sich bis zu den hinteren Enden der Scheitelbeine, die zusammen mit einem starken supraoccipitalen Kamm die Hirnschale in einem Oval umgeben. Die Nasenbeine sind mittellang. Die Paukenblasen sind moderat und erreichen eine Länge von etwa 12 % der Schädellänge.
Das vordere Gaumenfenster (Schneidezahnloch, Foramen incisivum) reicht nicht oder gerade bis hinter den ersten Molar und erreicht etwa 19 % der Schädellänge, der knöcherne Gaumen hat in der Höhe vom ersten Molar eine Breite der etwa 1,5fachen Breite des Zahnes. Der Unterkiefer ist kräftig gebaut, mit einem ausgeprägten Muskelfortsatz (Processus coronoideus) und einem hohen und gut entwickelten Alveolarjoch.
| 1 | · | 0 | · | 0 | · | 3 | = 16 |
| 1 | · | 0 | · | 0 | · | 3 | = 16 |

Die Tiere besitzen im Oberkiefer und im Unterkiefer pro Hälfte je einen zu einem Nagezahn ausgebildeten Schneidezahn (Incisivus), dem eine Zahnlücke (Diastema) sowie danach je eine Zahnreihe aus drei Molaren folgen. Insgesamt verfügen die Tiere damit über ein Gebiss aus 16 Zähnen. Die Schneidezähne sind gut ausgeprägt und an der Basis vergleichsweise dick. Sie sind gerade (orthodont) oder leicht nach hinten weisend (opisthodont) und nicht gefurcht. Das Diastema hat eine Länge von etwa 10 Millimetern. Die Molaren sind groß, wobei die Länge der Zahnreihe etwa 19 % der Schädellänge beträgt. Die oberen Molaren weisen nach außen, der zweite Molar ist sehr klein oder fehlend.

### Spermien
Die Morphologie der Spermien (Spermatozoen) ist für Mäusearten primitiv, mit einer bauchigen oder konischen Kopfform. Die Spermatozoen sind 4–5 Mikrometer lang und maximal 2 Mikrometer breit. Der Schwanz ist relativ kurz, etwa 63 Mikrometer, und setzt mittig an der Basis des Kopfes an (im Gegensatz zu den komplexeren, hakenförmigen Spermienköpfen vieler Mäusenager, bei denen der Schwanz von der Wand an der Innenseite des gebogenen Kopfes ausgeht).

## Verbreitung

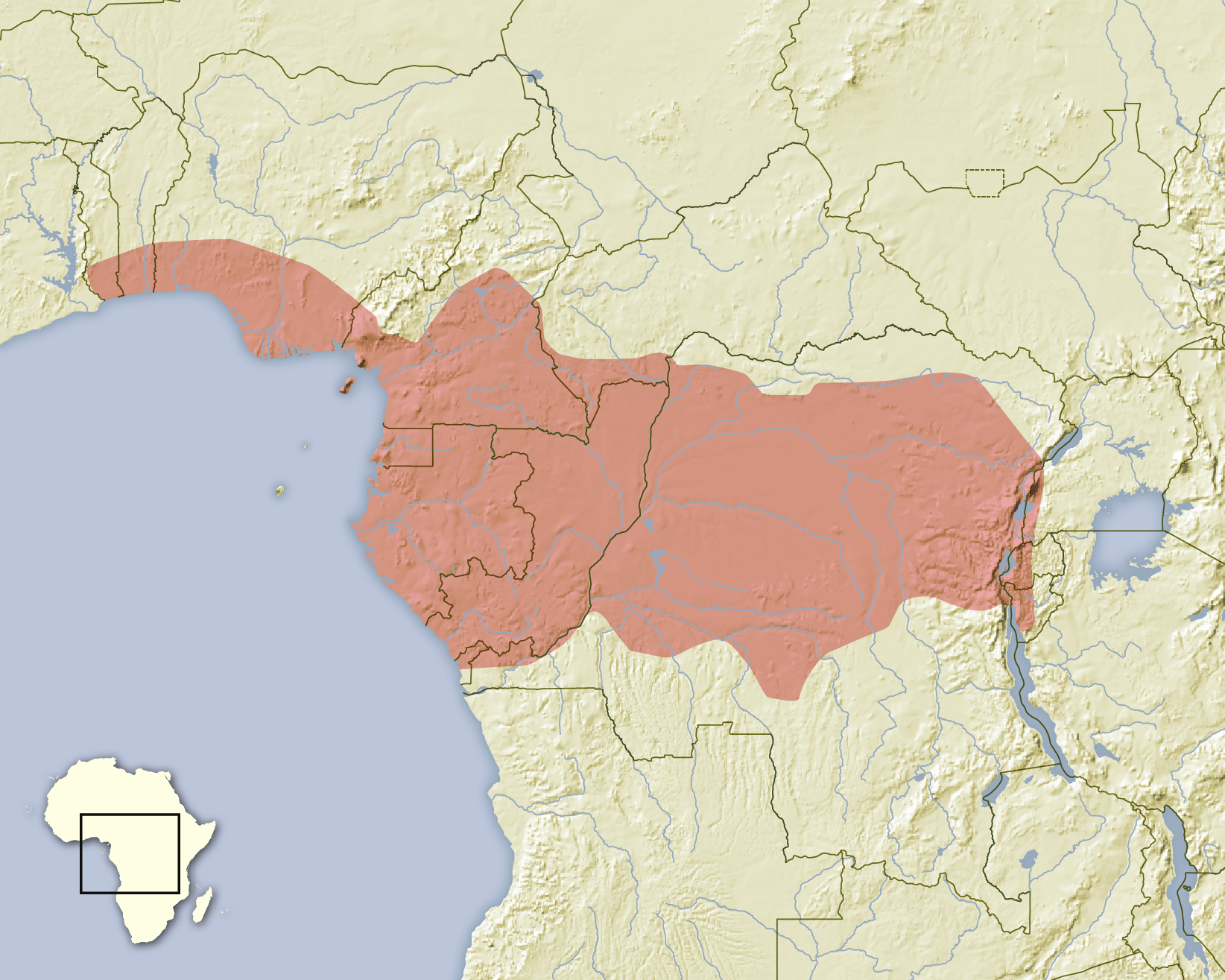
Verbreitungsgebiet der Zielratte

Die Zielratte ist über weite Teile West- und Zentralafrikas südlich der Sahara verbreitet. Das Verbreitungsgebiete reicht von der Grenze zwischen Ghana und Togo am Volta im Westen, über Benin, Nigeria und der Inseln Bioko, das Kongobecken mit Kamerun, der Republik Kongo, dem Süden der Zentralafrikanischen Republik, dem Norden von Gabun, der Demokratischen Republik Kongo bis zu den westlichen Gebieten des Großen Afrikanischen Grabenbruchs im Westen von Uganda, Ruanda und Burundi und nach Süden bis in den Norden von Angola. Im Bereich des Ruwenzori-Gebirge ist die Art in den Talregionen vertreten. Vor allem in den Randgebieten des Verbreitungsgebietes kommt sie Art vor allem in Reliktwäldern vor.
Die Höhenverbreitung reicht regional bis 800 oder 1000 Metern Höhe, vor allem im Ruwenzori-Gebirge und am Kamerunberg.
Da viele der zur Eingrenzung des Verbreitungsgebiets verwendeten Exemplare vor Jahrzehnten dokumentiert wurden und es in weiten Teilen des Gebiets zu erheblicher Abholzungen kam, ist das heutige Verbreitungsgebiet möglicherweise kleiner. Verlässliche aktuelle Daten sind rar, aber einige Proben aus den 1990er Jahren deuten darauf hin, dass die Art in einem Großteil des Verbreitungsgebiets noch vorkommt.

## Lebensweise
Die Tiere leben vorwiegend in tropische Regenwälder, vor allem in der Nähe von Flüssen mit dichter Unterholzvegetation und offenem Blätterdach. Dabei nutzen sie häufig sekundäre Lückenwaldbereiche, die durch natürliche oder anthropogene Entwaldungen entstanden sind, und sie sind entsprechend häufig im Bereich von Abholzungen zu treffen. Manchmal sind sie auch in Sümpfen und auch in Palmölplantagen oder anderen landwirtschaftlich genutzten Flächen zu finden. Die Zielratte gehört zu den selteneren Nagetierarten in ihrem Lebensraum und nur etwa ein bis zwei Prozent der in ihren Lebensräumen in Nigeria in Nagetierfallen gefangenen Nager gehören dieser Art an. In der Demokratischen Republik Kongo variiert der Anteil regional zwischen 1 % im Bergland, 1,5 % im Kulturland, 4 % in Palmölplantagen und bis 9 % in Waldgebieten in Flussnähe. Selbst in Gebieten, in denen die Art vergleichsweise häufig vorkommt, stellen sie nur maximal 10 % der gefangenen Kleinnager am Boden. Schätzungen der Bestandsdichten gehen von etwa 9 bis 74 Individuen pro Quadratkilometer aus. Die Geschlechterverteilung variiert und liegt bei etwa 1,4 bis 4 Männchen pro Weibchen, wobei das Übergewicht bei den Männchen mit einer höheren Mortalität der Weibchen erklärt wird.
Zielratten sind nachtaktiv und halten sich meist am Boden oder in der Bodenauflage auf, können jedoch auch in das Unterholz und in niedrige Gebüsche klettern. Sie sind wahrscheinlich nicht ortstreu und wechseln ihre Habitate abhängig von den Lebensbedingungen. Tiere, die in Nigeria gefangen wurde, gingen in der Regel nur einmal in derselben Gegend in eine zweite Falle. Nur wenige Tiere konnten mehrfach in einem Zeitraum bis maximal vier Wochen gefangen werden und verschwanden dann für mehrere Monate, bevor sie wieder in demselben Gebiet gefangen wurden. In Gefangenschaft lebende Tiere bauen runde Nester aus Blättern und anderen Vegetationsteilen.

### Ernährung
Ihre Nahrung besteht in erster Linie aus Früchten und Samen, daneben nehmen sie auch grüne Pflanzenteile und Insekten zu sich. Aus Magenuntersuchungen wird ebenfalls geschlossen, dass die Tiere sich vor allem vegetarisch ernähren. Mehr als zwei Drittel der Nahrung stammen demnach aus Früchten und Nüssen, der Rest vor allem aus stärkereichen Samen, Wurzeln und nichthölzernen Pflanzenteilen. Hinzu kommen vereinzelt Insekten wie Grillen und Käfer. In Gefangenschaft lebende Tiere ernähren sich ebenfalls vor allem von Früchten und Samen, jedoch auch von Insekten.
Die Metabolismusrate der Zielratte liegt bei durchschnittlich 7 Kilokalorien pro Stunde und Kilogramm Körpergewicht. Dabei entspricht die normale Metabolismusrate wie bei anderen Nagetieren der Ruherate (6,6 Kilokalorien pro Stunde und Kilogramm Körpergewicht) und sie steigt während der Aktivitätsphase in der Nacht auf das etwa 1,4-fache der Ruherate (9,1 Kilokalorien pro Stunde und Kilogramm Körpergewicht).

### Fortpflanzung und Entwicklung
Zur Fortpflanzung liegen nur wenige Daten vor. Wahrscheinlich gibt es keine spezifischen Fortpflanzungszeiten und die Jungtiere werden über das gesamte Jahr geboren. Trächtige Weibchen sind sowohl im Januar wie auch im Juni dokumentiert, Jungtiere im Dezember, Januar und auch im Juni in Nigeria und von April bis September in der Demokratischen Republik Kongo und in Gabun wurden drei Perioden im Jahr identifiziert, in denen die Weibchen trächtig waren. Ein Zusammenhang der Fortpflanzungszeiten mit den lokalen Makro- und Mikroklimaten ist möglich und wurde diskutiert. Vom Februar bis Mai und vom September bis Dezember gibt es nach Untersuchungen zwei Perioden, in denen die Weibchen häufiger trächtig sind und mehr Jungtiere austragen als in den anderen Monaten.
Die Dauer der Tragzeit ist unbekannt und die Würfe der Zielratten sind in der Regel klein mit einem bis vier Jungtieren. Dokumentiert sind Wurfgrößen von durchschnittlich 2,4 Jungtieren und eine durchschnittliche Anzahl von 2,1 Embryonen bei gefangenen trächtigen Weibchen. Die Jungtiere haben ein grau-braunes Rückenfell und erscheinen beim Fellwechsel fleckig.
Die männlichen Tiere erreichen ihre Geschlechtsreife etwa mit einem Körpergewicht von 75 Gramm. Fangdaten legen nahe, dass Zielratten für Nagetiere vergleichsweise langlebig sind, einzelne Tiere wurden bis zu 25 Monate nach ihrem Erstfang erneut gefangen.

### Fressfeinde und Parasiten
Für das Dzanga-Sangha-Schutzgebiet im Süden der Zentralafrikanischen Republik konnte nachgewiesen werden, dass die Zielratte in der Beutezusammensetzung der Langnasenmanguste (Xenogale naso) einen Anteil von etwa 8 % hat, der damit höher liegt als ihr Anteil an der Abundanz kleiner Nagetiere der Region. Bei anderen kleinen Beutegreifern liegt ihr Anteil bei etwa 4 %, wodurch naheliegt, dass Kleinraubtiere eine gewisse Präferenz für diese Art sowie andere im Unterholz lebende Nager als Beutetier haben.
Bei den Parasiten, die an der Zielratte nachgewiesen wurden, handelt es sich vor allem um Milben wie Afrolistrophorus stochomys, Listrophoroides conifer, Listrophoroides quadratus, Listrophoroides stochomys und Lophuromyopus hybomys.

## Systematik

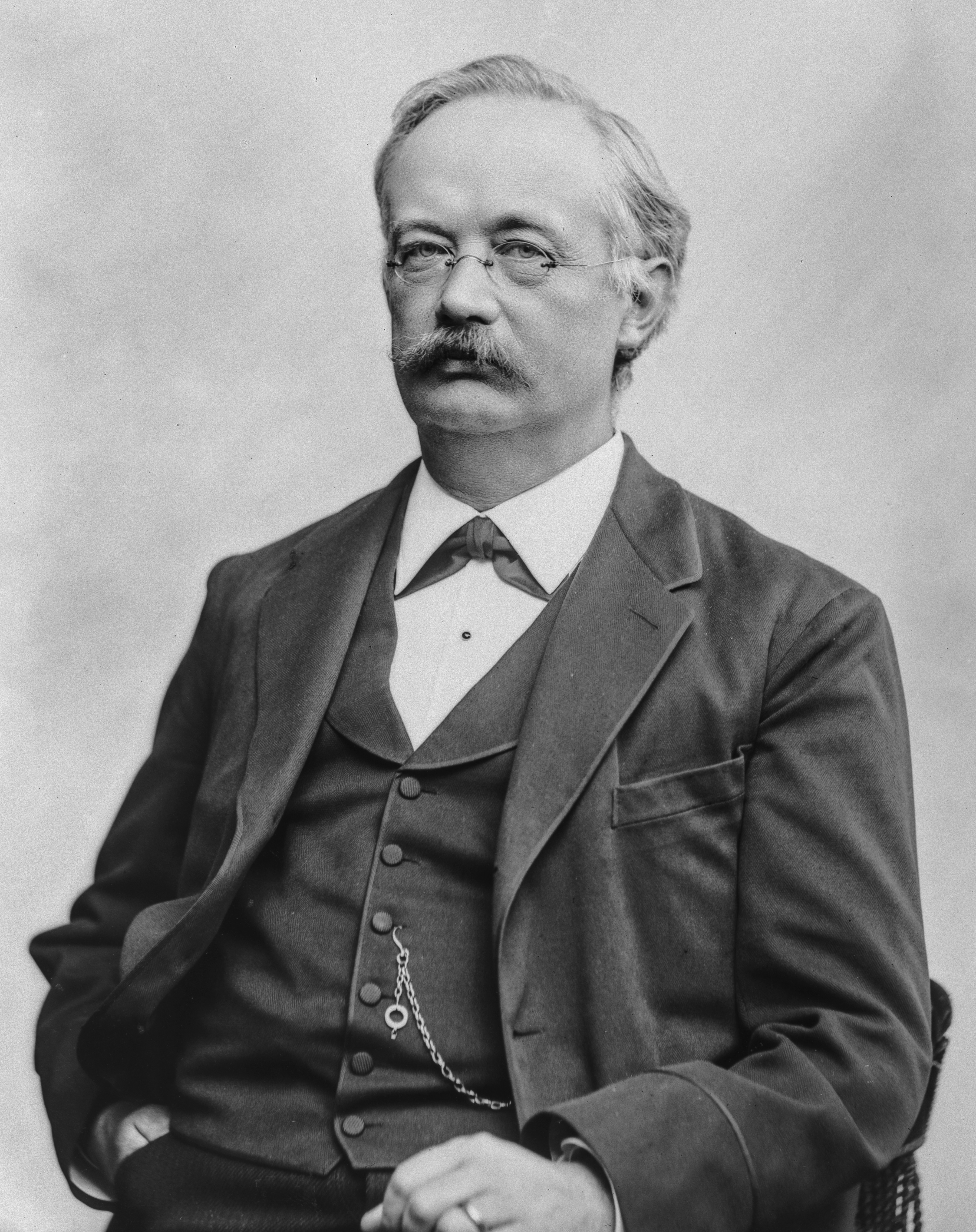
Tycho Tullberg, Erstbeschreiber der Zielratte

Die Zielratte ist die einzige Art der damit monotypischen Gattung Stochomys. Sie wurde 1893 von dem schwedischen Zoologen Tycho Tullberg als Dasymus longicaudatus aus Kamerun wissenschaftlich beschrieben und damit ursprünglich den 1875 von Wilhelm Peters aufgestellten Zottigen Sumpfratten zugeordnet. In der Folgezeit wurde er allerdings verschiedenen anderen Gattungen zugewiesen.
Der französische Zoologe Jacques Pucheran beschrieb bereits 1855 mit Mus (Otomys) hypoleucus eine Art, die mit der Zielratte synonymisiert wird. Dieser Name war zu dieser Zeit allerdings bereits an die heute als Grammomys dolichurus bekannte Art der Akazienmäuse vergeben und damit ungültig. William Edward de Winton ordnete die Zielratte 1897 den Mäusen der Gattung Mus zu, da allerdings Mus longicaudatus bereits an die heute als Oryzomys longicaudatus eingeordnete Art der Reisratten vergeben war, beschrieb er sie unter dem Namen Mus sebastianus neu und verwies darauf, dass die Art identisch sei mit Tullbergs Dasymus longicaudatus. Mus sebastianus wurde 1897 durch Édouard Louis Trouessart als Mus (Epimys) sebastianus der Untergattung Epimys zugeordnet. Epimys wurde 1914 durch Guy Dollman in den Gattungsstatus erhoben, in der die Zielratte entsprechend als Epimys sebastianus eingeordnet wurde. Der britische Zoologe Oldfield Thomas erklärte die Beschreibung von Mus sebastianus von de Winton 1915 zum Junior-Synonym des ursprünglichen Artnamens und korrigierte die Bezeichnung entsprechend auf Epimys longicaudatus, 1926 gliederte er die Art jedoch aus und beschrieb die nun eigenständige und monotypische Gattung Stochomys. Durch John Reeves Ellerman, 2. Baronet wurde die Gattung 1941 zwar wieder aufgelöst und die Art gemeinsam mit vielen weiteren den Ratten als Rattus longicaudatus zugeordnet, diese Zusammenfassung konnte sich jedoch nicht durchsetzen und die Zuordnung als Stochomys longicaudatus in einer eigenen Gattung ist bis heute valide.
Die Gattung wird gemeinsam mit einigen weiteren der Tribus Arvicanthini zugeordnet und bildet darin ein gemeinsames Taxon mit den Defua-Ratten (Dephomys) und den Streifenmäusen (Hybomys), das als Hybomys-Gruppe bezeichnet wird, wobei erstere als Schwestertaxon zu Stochomys betrachtet werden. Auch eine nähere Verwandtschaft zu den Afrikanischen Buschratten (Aethomys) wird diskutiert, da diese der Zielratte vor allem in Bezug auf die Zahnmerkmale entsprechen. Die eigenständige Gattung wird aufgrund des genetischen Abstands der Gattungen voneinander als gerechtfertigt betrachtet.
Oldfield Thomas beschrieb 1915 mit S. l. longicaudatus als Nominatform und S. l. ituricus zudem zwei Unterart der Zielratte, die bis heute als valide betrachtet und vor allem durch morphometrischen Daten des Schädels bestätigt sind. S. l. ituricus ist dabei vor allem in der Demokratischen Republik Kongo verbreitet, während S. l. longicaudatus in den westlichen Gebieten des Verbreitungsgebietes vorkommt, wobei molekularbiologisch Daten eher eine Trennung der Populationen im westlichen Verbreitungsgebiet nahelegt, zudem deuten Unterschiede in der Morphometrie auf eine potenzielle und noch nicht beschriebene dritte Unterart hin.
Der Gattungsname Stochomys leitet sich von griechischen Wort stochos für „Ziel“ und mys für „Maus“ ab und bedeutet übersetzt entsprechend „Zielmaus“. Er bezieht sich auf die langen Fühlhaare, die aus dem Fell der Tiere herausragen. Auf diesem Merkmal beruht sich auch das Synonym Mus sebastianus, das sich auf den Heiligen Sebastian bezieht, der von Bogenschützen getötet und mit Pfeilen gespickt dargestellt wird. Der Artname longicaudatus bedeutet „langer Schwanz“, abgeleitet von lateinischen longus für „lang“ und caudatus für auf den Schwanz (cauda) bezogen.

## Bedrohung und Schutz
Die Zielratte ist weit verbreitet und zählt laut IUCN nicht zu den bedrohten Arten. Begründet wird dies mit der weiten Verbreitung und der vermutlich großen Population sowie der Tatsache, dass diese wahrscheinlich nicht so stark zurückgeht, um in eine höhere Gefährdungskategorie eingestuft zu werden. Die Art ist abhängig von feuchten Regenwaldgebieten, entsprechend ist für den Erhalt der Art in spezifischen Gebieten der Erhalt des Regenwaldes notwendig. Obwohl die Zielratte auch in gestörten Lebensräumen wie landwirtschaftlich genutzten Flächen oder Palmölplantagen vorkommt, ist unklar, ob sie sich dort länger etabliert. Das Geschlechterverhältnis mit einem deutlichen Übergewicht der Männchen vor allem in diesen Habitaten deutet zumindest auf Probleme der Etablierung von Populationen in diesen Lebensräumen hin. Nach der Einschätzung der IUCN gibt es jedoch keine größeren Bedrohungen für diese Art als Ganzes.

## Belege
1. 1 2 3 4 5  Genus Stochomys. In: Don E. Wilson, Thomas E. Lacher, Jr, Russell A. Mittermeier: Handbook of the Mammals of the World: Rodents II. Band 7. Lynx Edicions, 2017, ISBN 978-84-16728-04-6; S. 773.
2. 1 2 3 4 5 6 7 8 9 10 11 12 13 14 15  D.C.D. Happold: Genus Sochomys – Target Rat In: Jonathan Kingdon, David Happold, Michael Hoffmann, Thomas Butynski, Meredith Happold und Jan Kalina (Hrsg.): Mammals of Africa Volume III. Rodents, Hares and Rabbits. Bloomsbury, London 2013, S. 554–556; ISBN 978-1-4081-2253-2.
3. 1 2 3 4 5 6 7 8 9 10 11 12 13 14 15 16 17 18 19 20 21 22 23  Severin Uebbing: Stochomys longicaudatus (Rodentia: Muridae). Mammalian Species 51 (974), 9 August 2019; S. 26–33. doi:10.1093/mspecies/sez004
4. ↑  William G. Breed: Spermatozoa of murid rodents from Africa: morphological diversity and evolutionary trends. Journal of Zoology 237 (4), 1995; S. 625–651. doi:10.1111/j.1469-7998.1995.tb05019.x.
5. 1 2 3  Stochomys longicaudatus in der Roten Liste gefährdeter Arten der IUCN 2022. Eingestellt von: F. Cassola, 2016. Abgerufen am 3. Februar 2022.
6. ↑  L. W. M. Iyongo: Effets de lisière et sex-ratio de rongeurs forestiers dans un écosystème fragmenté en République Démocratique du Congo (Réserve de Masako, Kisangani). Tropicultura 31, 2013; S. 3–9.
7. ↑  Tycho Tullberg: Ueber einige Muriden aus Kamerun. Stockholm, 1893. (Digitalisat)
8. ↑  William Edward de Winton: Descriptions of two new Muridae from Central and West Africa. Annals and Magazine of Natural History, Ser. 6 19, 1897; S. 463–466. (Digitalisat)
9. 1 2  Oldfield Thomas: New African rodents and insectivores, mostly collected by Dr. C. Christy for the Congo Museum. Annals and Magazine of Natural History, Ser. 8 16, 1915; S. 146–152. (Digitalisat)
10. ↑  Oldfield Thomas: The generic position of certain African Muridae hitherto referred to Aethomys and Praomys. Annals and Magazine of Natural History, Ser. 9 17, 1926; S. 174–179. doi:10.1080/00222932608633387
11. ↑  J. R. Ellerman: The families and genera of living rodents. Vol. II. Family Muridae. Trustees of the British Museum (Natural History), London 1941; Rattus auf S. 149 ff. (Digitalisat)
12. ↑  D.H.S. Davis: Classification problems of African Muridae. Zoologica Africana 1, 1965; S. 121–145. (Volltext).